# António Soares dos Reis
António Soares dos Reis (ur. 14 października 1847 w Vila Nova de Gaia, zm. 16 lutego 1889 tamże) – portugalski rzeźbiarz.

## Życiorys
António Soares dos Reis w wieku lat 13 rozpoczął naukę rysunku na Akademii Sztuk Pięknych w Porto pod okiem João Correia. Ukończył kurs w 1866 roku. W 1867 udał się do Paryża, gdzie tworzył przez 3 lata. Rok 1872 spędził w Rzymie, a następnie powrócił do rodzinnego Porto, gdzie otrzymał wiele nagród za dorobek artystyczny. W roku 1880 został profesorem Akademii Sztuk Pięknych w Porto. Ożenił się w roku 1885 z Amelią Macedo.
Cztery lata później w roku 1889 popełnił samobójstwo w swojej pracowni w Vila Nova de Gaia.
W 1911 Muzeum Miasta Porto zostało przemianowane ku czci rzeźbiarza na Museu Nacional de Soares dos Reis. W skład jego zbiorów wchodzi większa część dorobku artysty.

## Prace artystyczne
- O Desterrado, 1872 – Museu Nacional de Soares dos Reis, Porto
- Flor Agreste, 1878 – Museu Nacional de Soares dos Reis, Porto
- Pomnik Afonso Henriquesa, 1888 – Colina Sagrada, Guimarães
- Pomnik Avelara Brotero, 1887 – Jardin botanique de l'Université de Coimbra